# Ixodes signatus
Ixodes signatus är en fästingart som beskrevs av J. Birula 1895. Ixodes signatus ingår i släktet Ixodes och familjen hårda fästingar. Inga underarter finns listade i Catalogue of Life.